# Йоланд (мост)
Вижте пояснителната страница за други значения на Йоланд.
Йоланд или Йоландбрун (на шведски: Ölandsbron) е мост, свързващ едноименния остров Йоланд с основната част (на материка) на Швеция.
Разположен е в протока Калмарсунд в Балтийско море. Със своите 6072 m е сред най-дългите в Европа. Считан е и за най-дългия мост, изцяло разположен в Швеция, тъй като мостът Йоресунд включва част, разположена в Дания.
Мостът Йоланд позволява движението по 4 пътни ленти за движение в двете посоки, с обща широчина 13 m. Мостът представлява стоманобетонна конструкция върху 155 колони с характерна гърбица в западната част, служеща за увеличаване на плавателната височина. В най-високите си части мостът е 41,69 m, в най-ниските височината е 6,65 m, а максималната височина за морски транспорт е 36 m.

## История
Идеи за построяване на връзка между остров Йоланд и основната земя са съществували от дълго време и са предизвиквали дебати в Шведския парламент. Първото сериозно предложение е представено през 1932 година, но едва на 18 ноември 1966 правителството на Швеция взима решение за изграждането на моста Йоланд в рамките на мащабен инфраструктурен план.
Първата копка на моста е направена на 30 декември 1967 година от тогавашния министър на транспорта Сванте Люндквист. Мостът е завършен и отворен за движение на 30 септември 1972 година и за времето си е бил най-дългият в Европа. Остава най-дългият мост на континента до 1998 година, когато в Португалия е завършен мостът Вашку да Гама.

## Строителство
Мостът Оланд е открит на 30 септември 1972 г. Сред гостите на церемонията, която се провежда откъм островната страна на моста, е престолонаследникът Кронпринц Карл XVI Густаф. Построяването на моста е струвало 80 милиона шведски крони. Строителството е отнело около 4 години и половина, като са използвани около 100 000 кубически метра бетон. Мостът е подготвен и за транспортиране на прясна вода от континента до Йоланд. Проектът за мост получава голяма подкрепа, но е има и протести. Основните възражение са, че мостът ще застраши околната среда и вероятно ще предизвика огромен приток на туристи към Йоланд, което ще уязви неговата ценна природа.